# Grube 7 und ehemaliger Klärteich
Das Naturschutzgebiet Grube 7 und ehemaliger Klärteich befindet sich im ehemaligen Kalksteinbruch Grube 7 im Haaner Ortsteil Gruiten, gelegen am Rande des Waldgebiets Osterholz und an der Stadtgrenze zu Wuppertal.

## Beschreibung
Laut dem Fachinformationssystem des Landesamtes für Natur, Umwelt und Verbraucherschutz handelt es sich um einen

„Komplex aus zwei ehemaligen Steinbrüchen. Das Bild des südlichen Teils (Grube 7) prägen noch steile Kalksteinwände und weitere offene Biotope, während die nördliche Grube (Grube 9) durch lichte Birken und Grauerlenbestände bedeckt wird. Im Westen begrenzt die naturnah fließende und mit einem eschenreichen Auwald gesäumte Düssel das Gebiet.
Trockenrasen- bzw. Halbtrockenrasen-Gesellschaften sind trotz des noch breiten Standortangebotes an offenen Kalk-Rohböden nicht deutlich ausgeprägt vertreten. Eine kleine Fläche einer fragmentarischen Halbtrockenrasen-Gesellschaft auf sehr flachgründigem Felsböden wird möglicherweise bei weiter aufkommenden Gehölzen im Umfeld ihren Charakter schnell verlieren. In der Regel sind die mikroklimatischen Bedingungen zusammen mit der Beschattung durch aufkommende Gehölze für echte Trockenbiotope nicht ausreichend. Meist bilden sich artenreiche ruderale Magerrasen. Ebenso ist trotz des reichen Angebotes an Felswänden nur sporadisch eine Felsflurvegetation vorhanden. Sekundäre Kalk-Blockhalden zeigen oft noch eine reiche Kryptogamenvegetation, die im feucht-schattigen Bereich auch farnreich ist, so mit dem für Blockhalden und Schluchtwälder bezeichnenden Hirschzungenfarn. Es ist in erster Linie ein floristisch wie faunistisch außergewöhnlich artenreiches Gebiet. Die selteneren Pflanzenarten finden sich verstreut in ruderalen Magerrasen oder lichten Sukzessionswäldern, was auch die noch bestehende rasche Dynamik der Sukzession in diesem Gebiet aufzeigt.
Das Gebiet beherbergt eine reiche Amphibienfauna, die ehemals in einem großen Steinbruchgewässer ihren Laichplatz fand. Nachdem der Grundwasserspiegel in Folge des östlich liegenden großen Kalkabbaus völlig abgesackt ist, werden mit finanzieller Unterstützung der Kalkindustrie teils Folienteiche, teils Naturteiche angelegt, wobei für letztere permanent Wasser aus der Düssel hochgepumpt wird. Die möglicherweise aus naturästhetischer Sicht weniger ansprechenden Folienteiche haben sich als sehr erfolgreich für die Bewahrung der bedeutenden Amphibienpopulation erwiesen, zusätzlich kommen hier seltene Armleuchteralgen in Massenbeständen vor.
Die nördliche ‚Grube 9‘ war lange Zeit ein Absetzbecken für Sande/Schlämme der Kalkwerke. Der auf diesen Sedimenten stockende Birkenwald ist licht und lässt noch Raum für eine artenreiche Krautflora mit seltenen Arten in hoher Individuendichte. Auch diese Bedeutung konnte bisher nur über Pflegemaßnahmen lokaler Naturschutzgruppen gehalten werden. Von ihnen wurden weiterhin auch zwei Obstwiesen im südwestlichen Bereich angelegt.
Bis auf den abgezäunten zentralen Bereich ist das Gebiet gut durch Wege erschlossen und hat sich zu einem beliebten Erholungsgebiet entwickelt. Auffällig ist die hohe Zahl von Hunden, die unangeleint in wertvolle Bereiche eindringen können und längs der Wege eine gewisse Eutrophierung bewirken.
Bedeutung hat der alte Grubenkomplex vor allem durch Felsflurbiotope und offene Mager- und Trockenrasen, die im Zusammenhang mit der hohen Strukturvielfalt große Populationen an gefährdeten Pflanzen, Amphibien, Vögeln und Insekten beherbergen. Zur Aufrechterhaltung der Bedeutung für seltene Arten sind permanente Rückschneidemaßnahmen an aufkommender Gehölzvegetation erforderlich. Aus Artenschutzgründen ist auch das bisher durchgeführte Management von Stillgewässern weiterzuführen. Die Anstrengungen zur Besucherlenkung für eine Beruhigung wichtiger Gebietsflächen müssen weiter fortgesetzt werden.“

Betreut wird das Gelände durch die Arbeitsgemeinschaft Natur & Umwelt (AGBU) Haan e. V., die mit regelmäßigen Pflegeeinsätzen (Freischneiden, Entbuschung, Mahd, Abtransport des Mahdgutes) die Artenvielfalt fördern will. Zusätzliche Teiche wurden durch die Untere Naturschutzbehörde und die AGNU Haan e.V. angelegt, um stark gefährdete Amphibien-Populationen, wie die der Kreuzkröte und der Geburtshelferkröte zu stabilisieren.

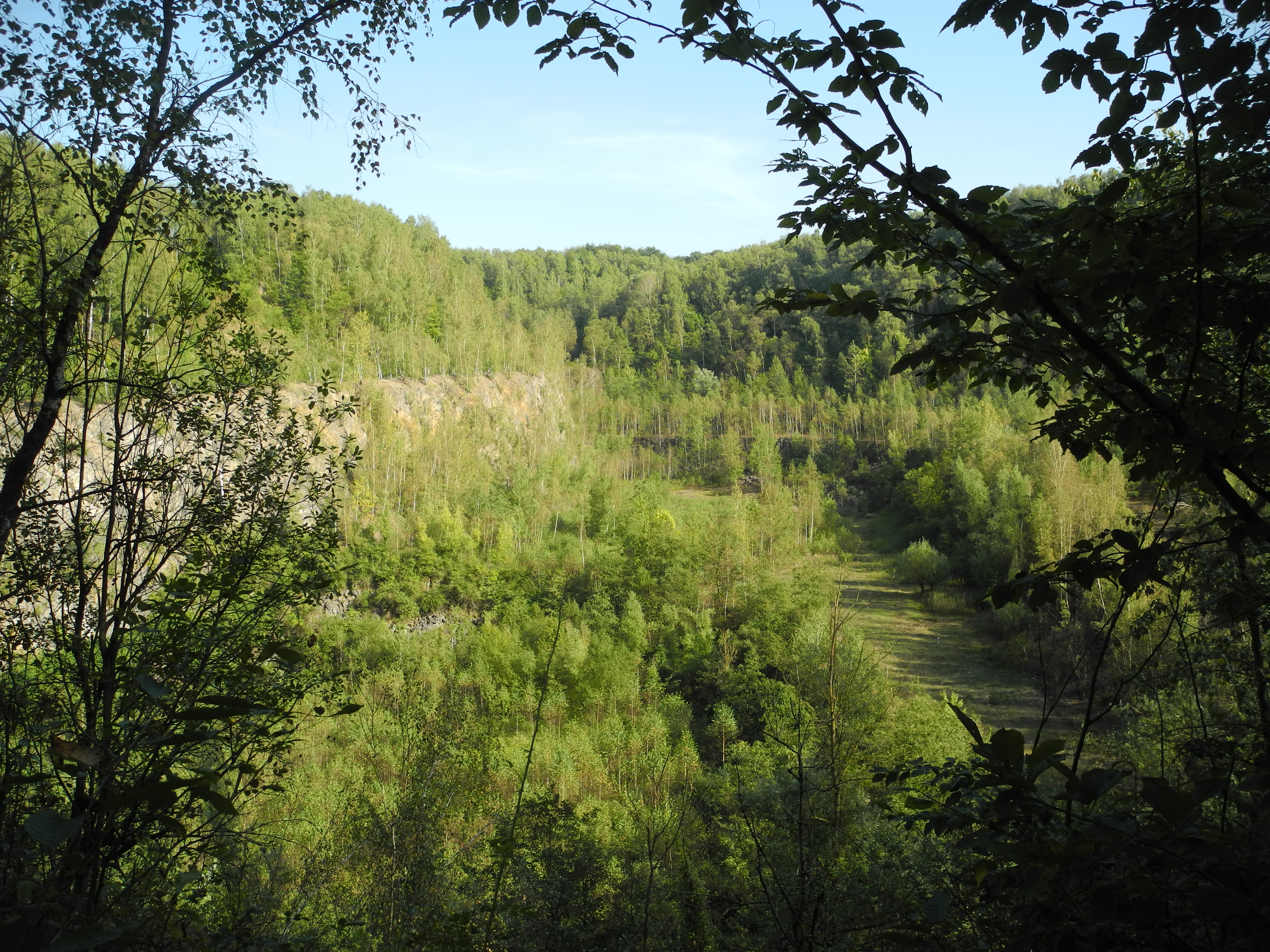
Blick in den ehem. Steinbruch Grube 7
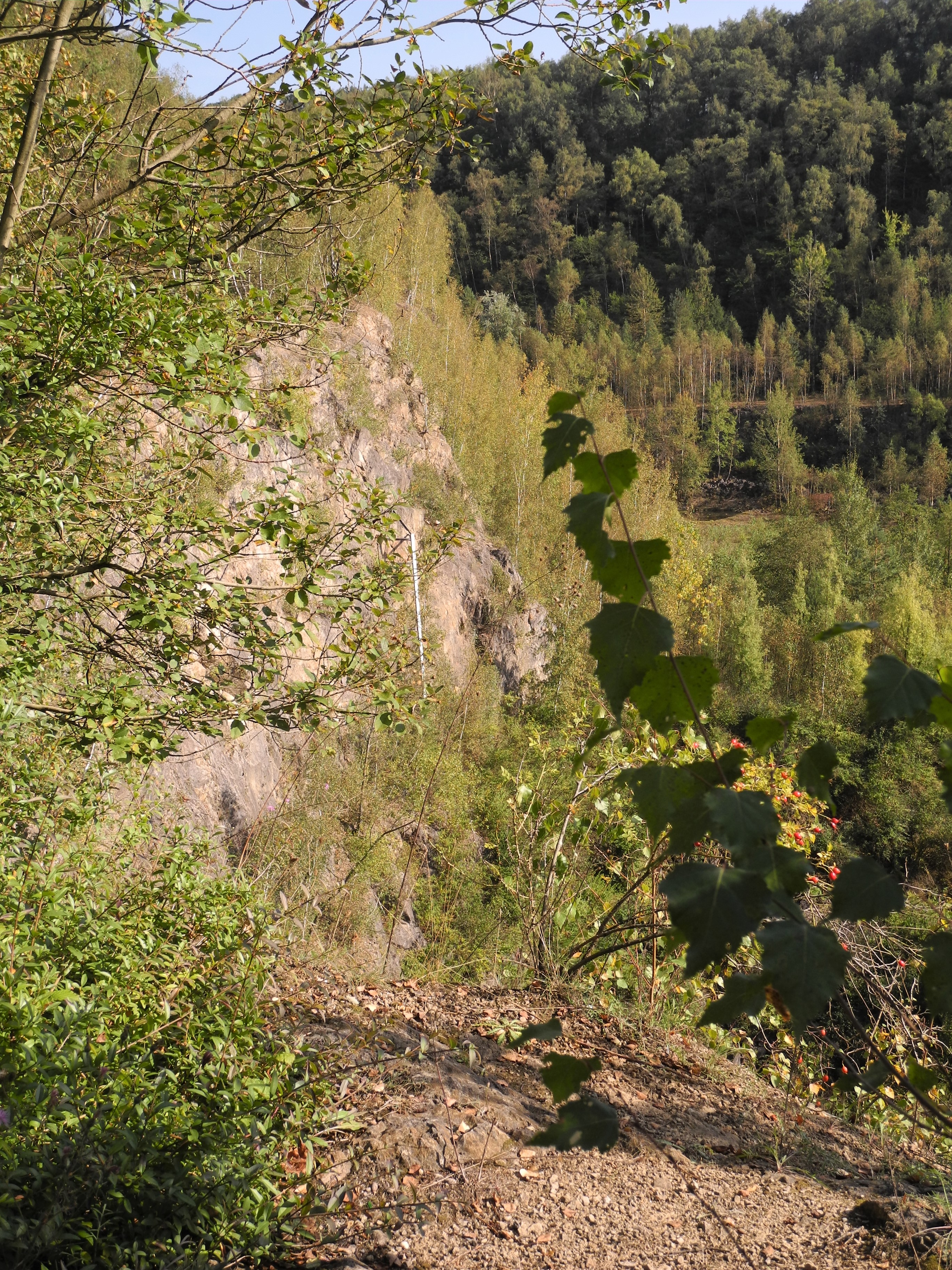
Blick von der nordwestl. Abbruchkante
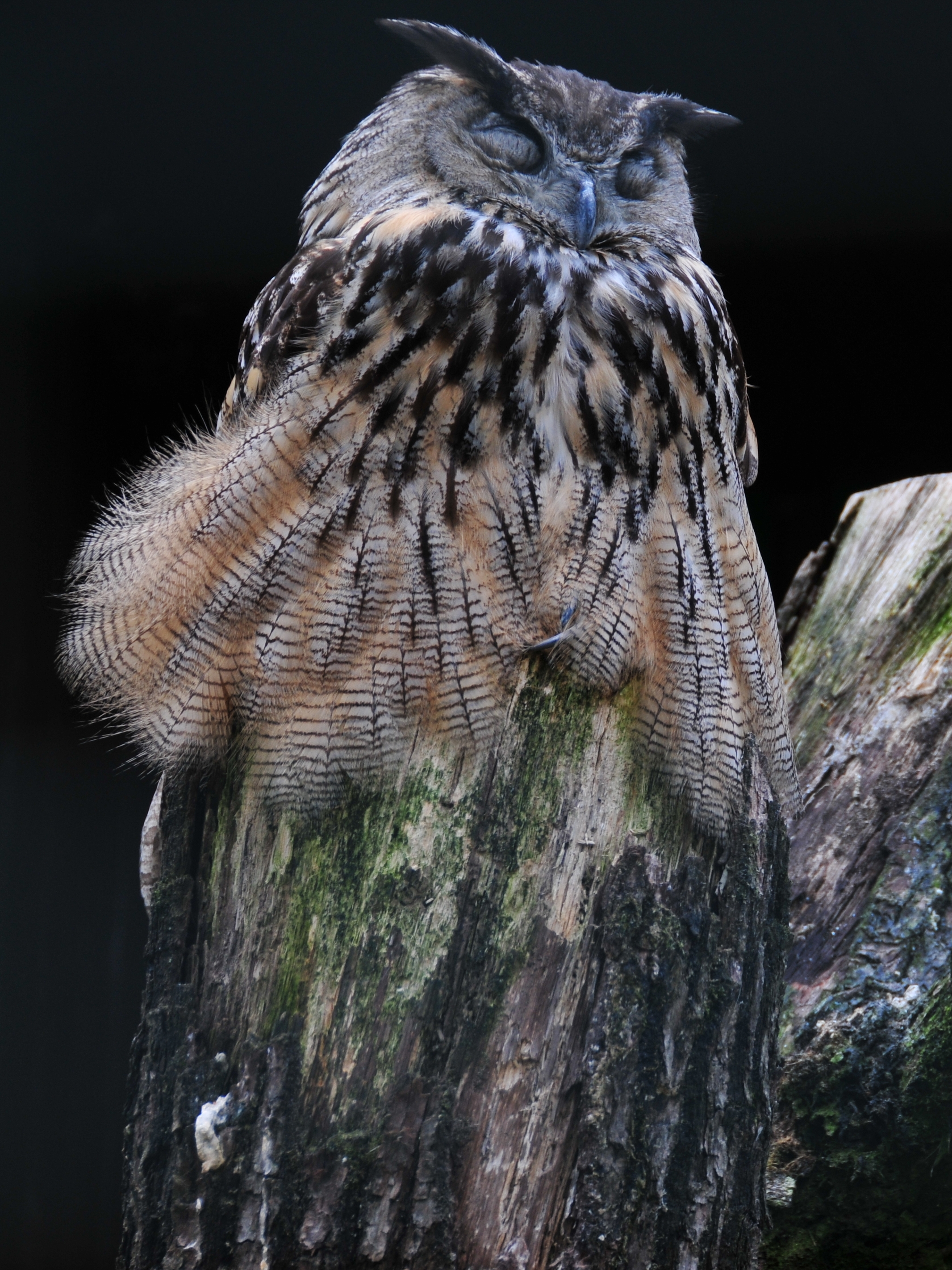
Uhu (Bubo bubo) – heimisch in Grube 7
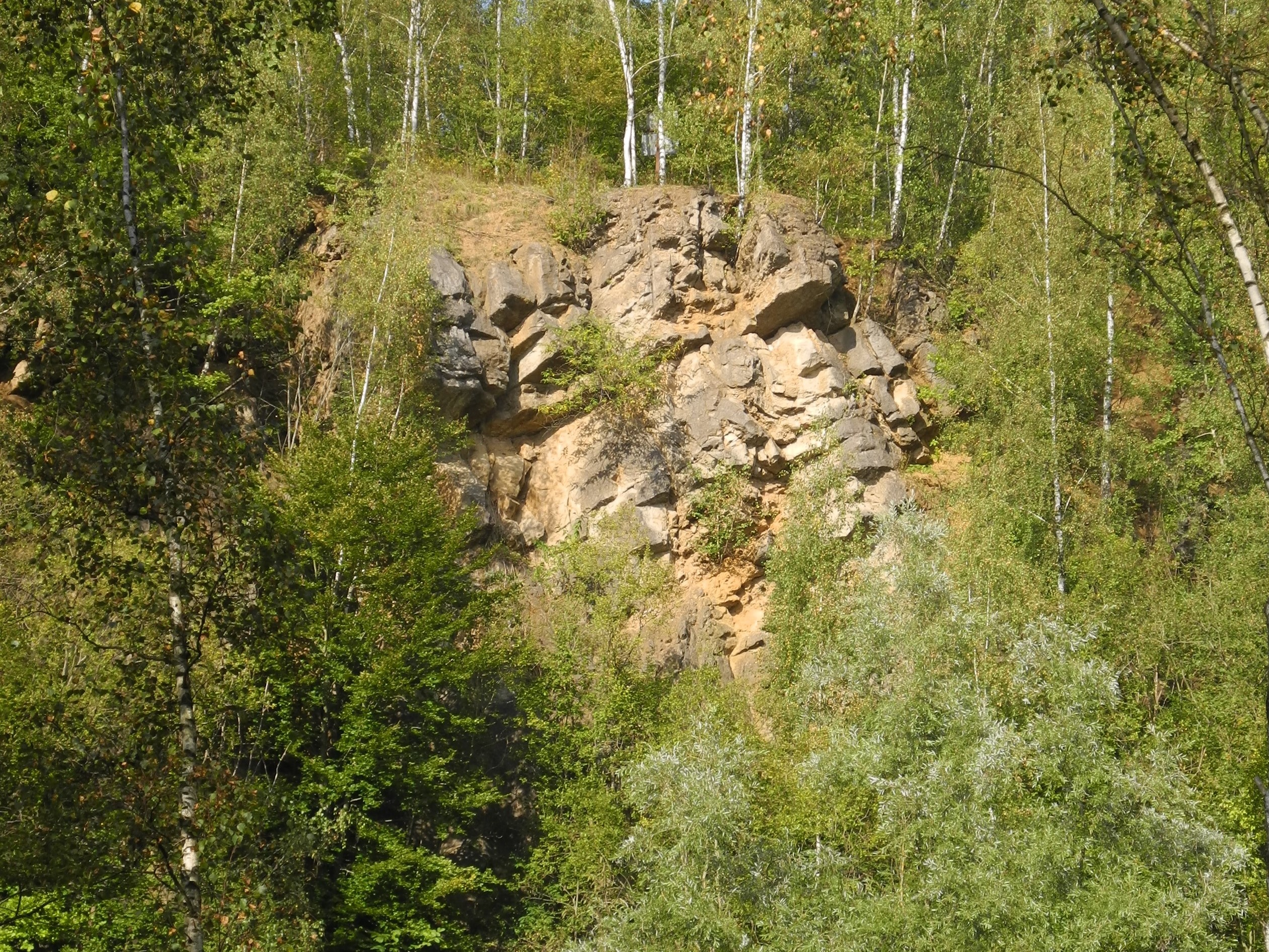
Steinbruchkante – potentielles Quartier für den Uhu
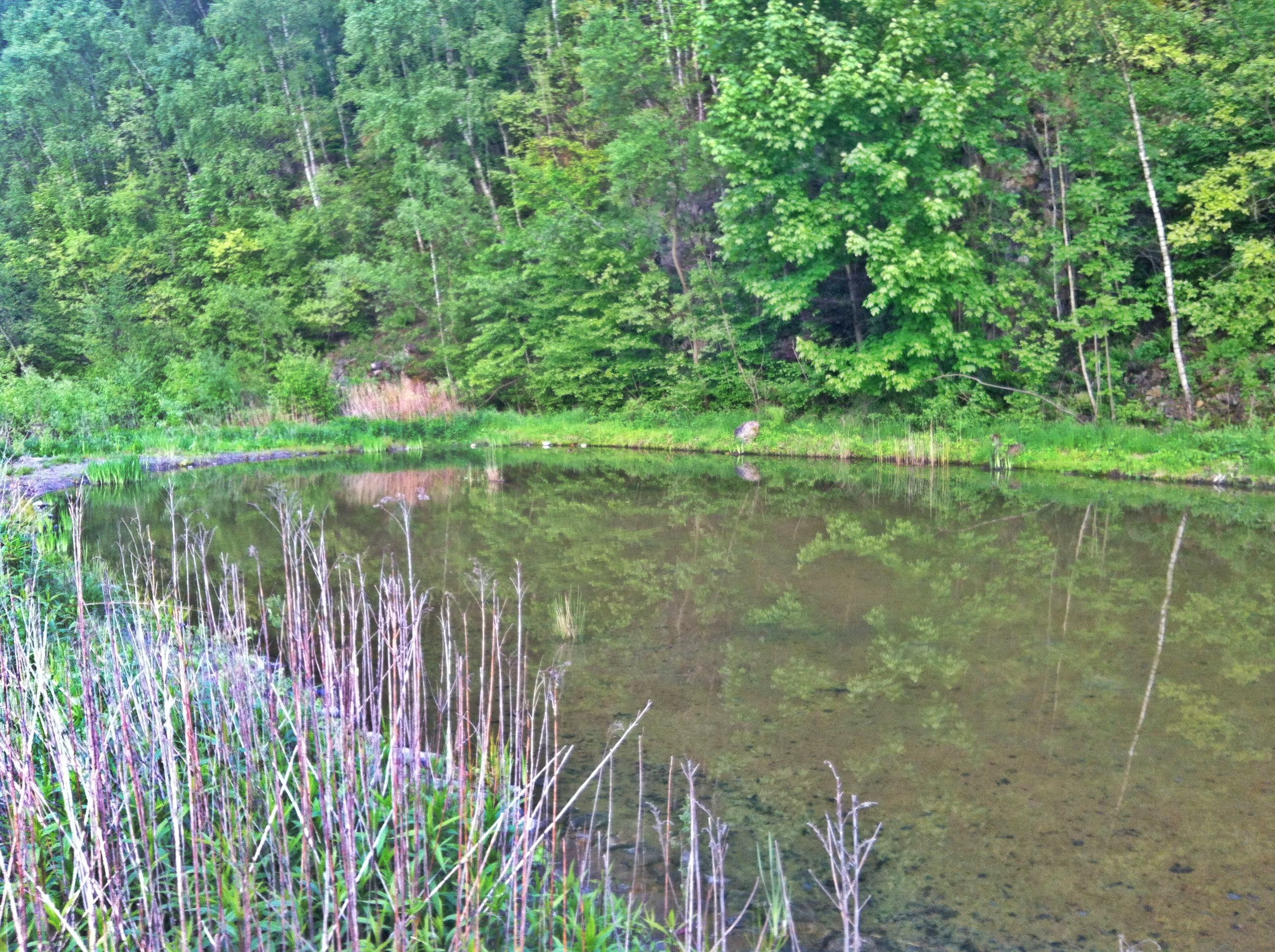
Teich in Grube 7
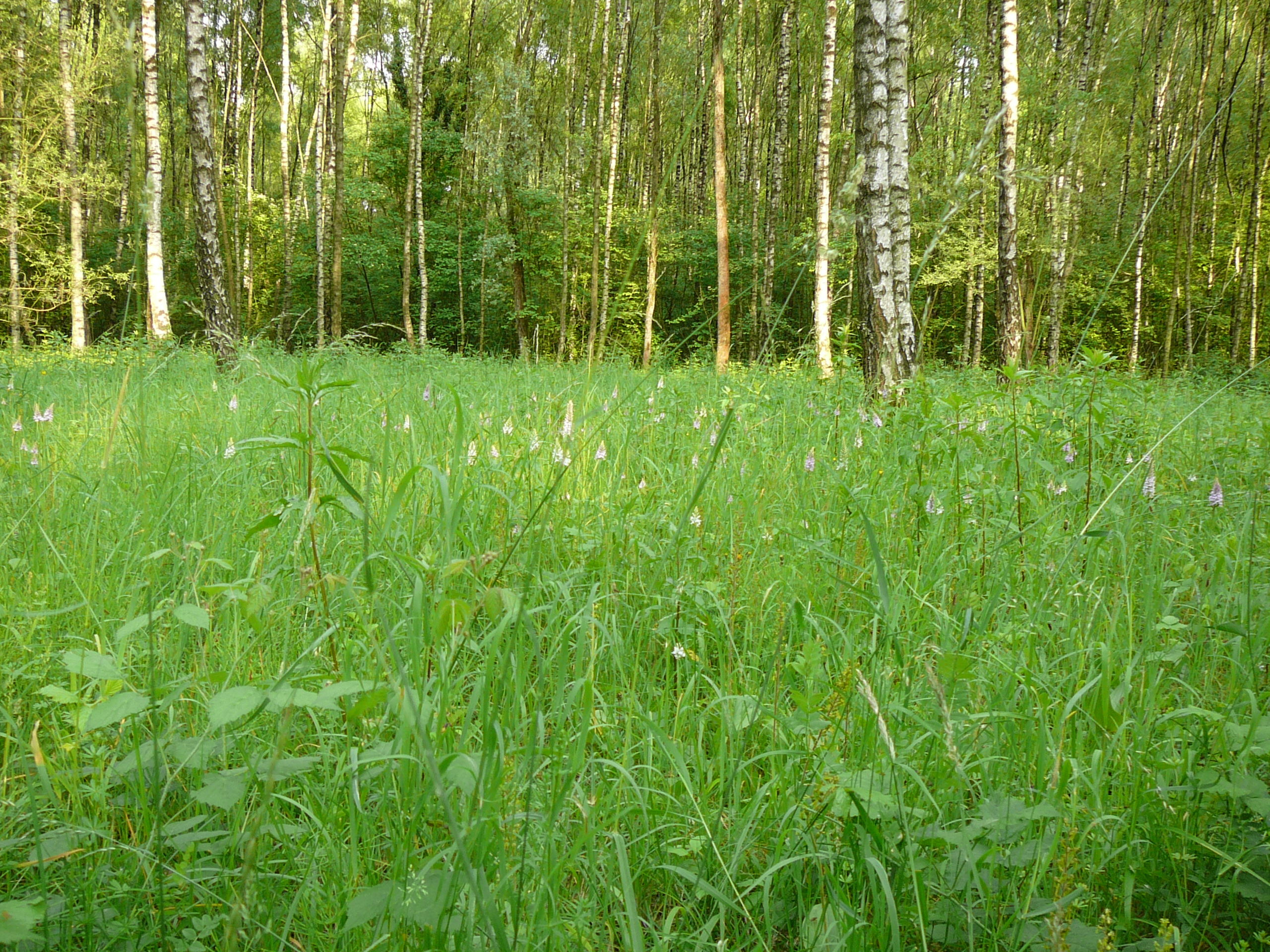
Wiese mit Knabenkraut im ehem. Schlammabsetzbecken
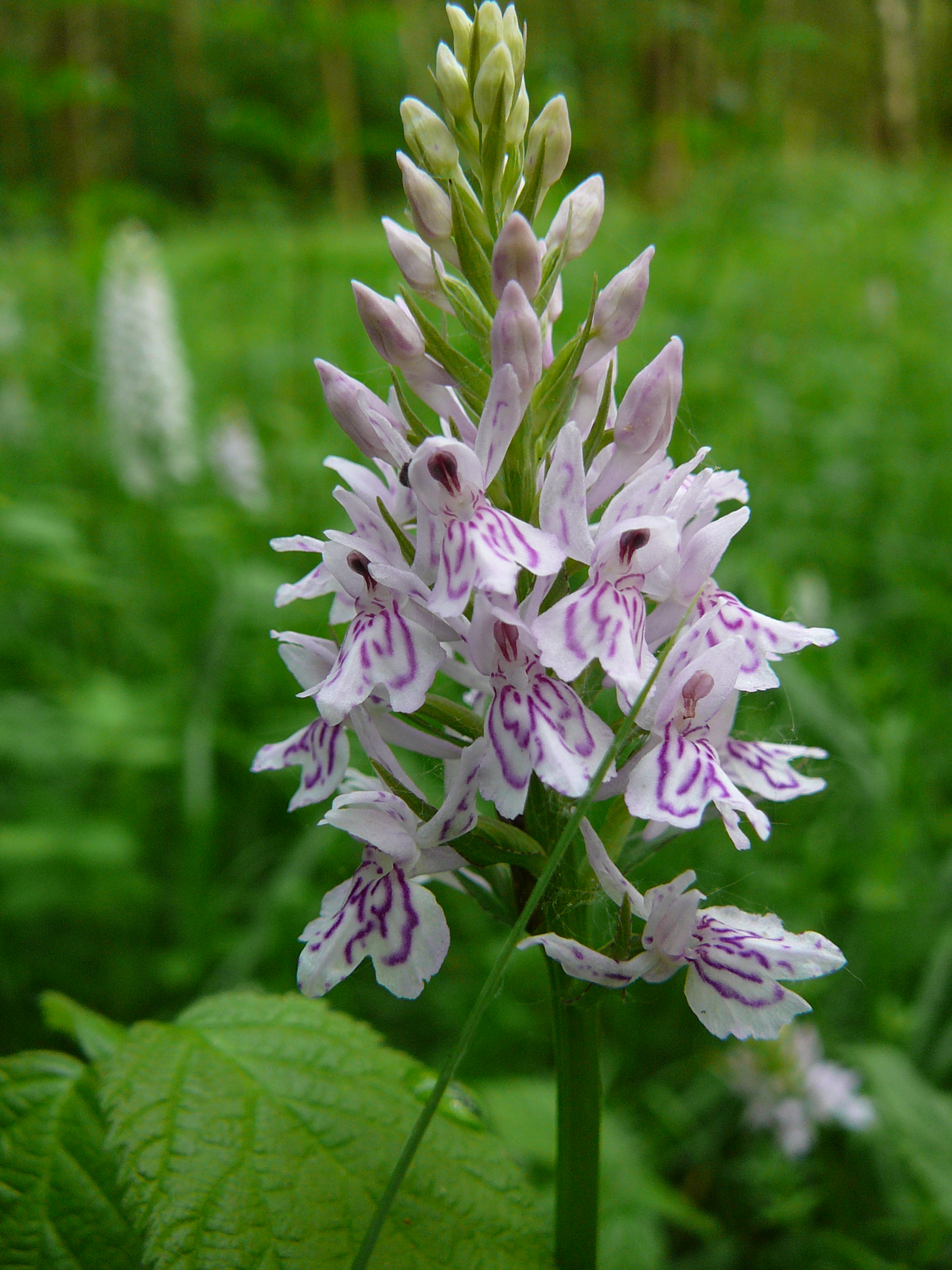
Geflecktes Knabenkraut (Dactylorhiza maculata ssp. fuchsii)
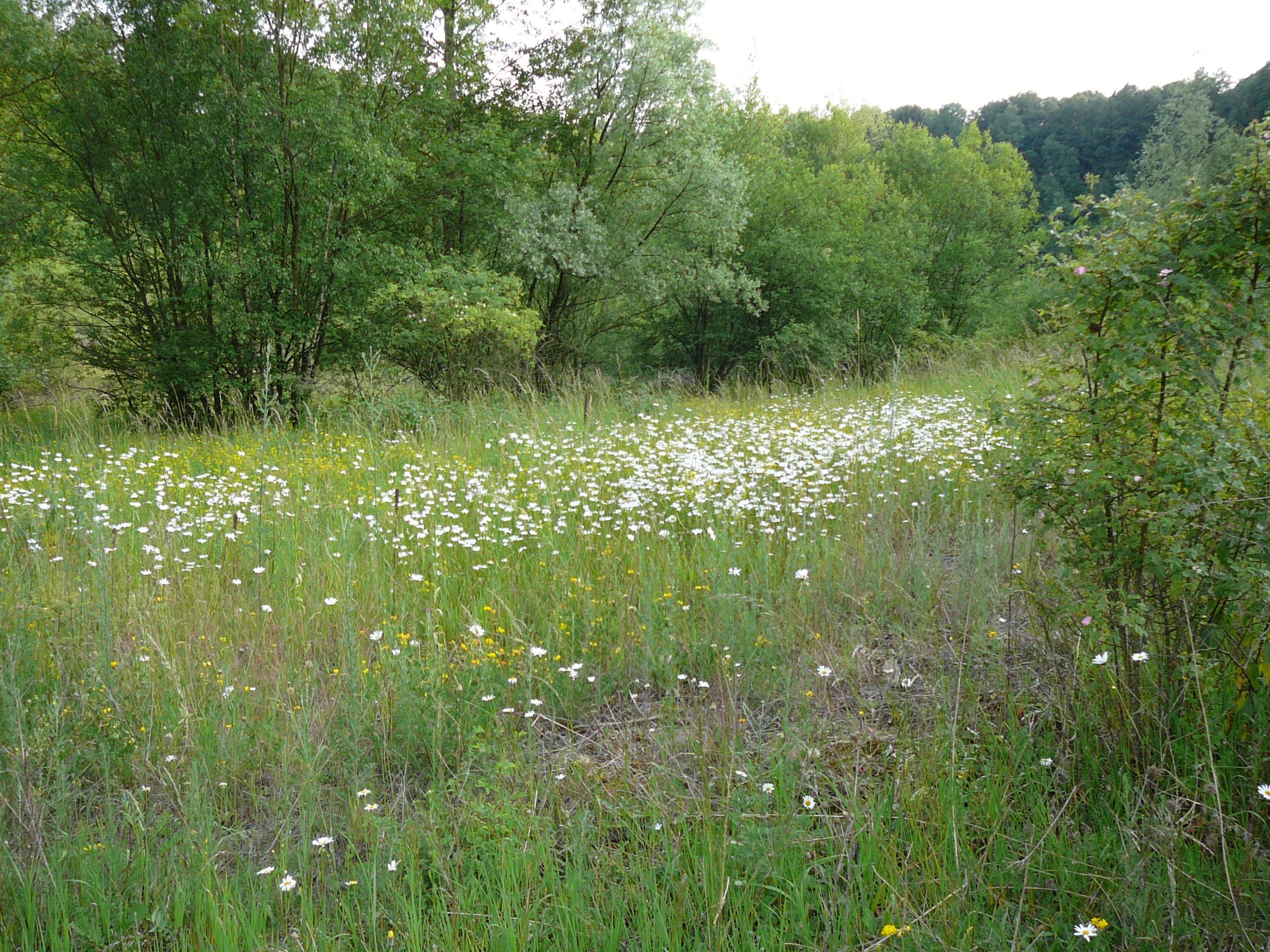
Blütenreicher Magerstandort
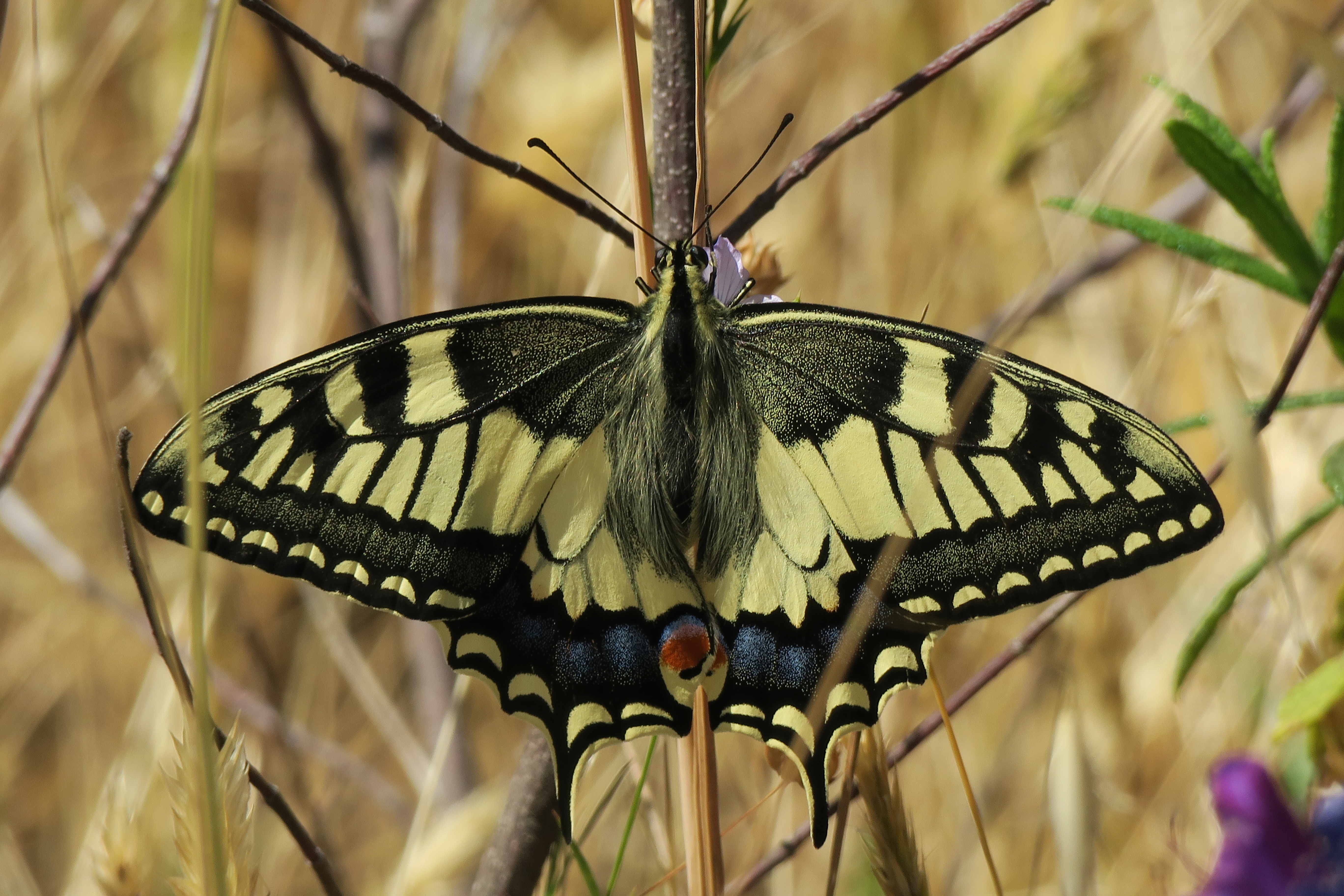
Schwalbenschwanz (Papilio machaon)
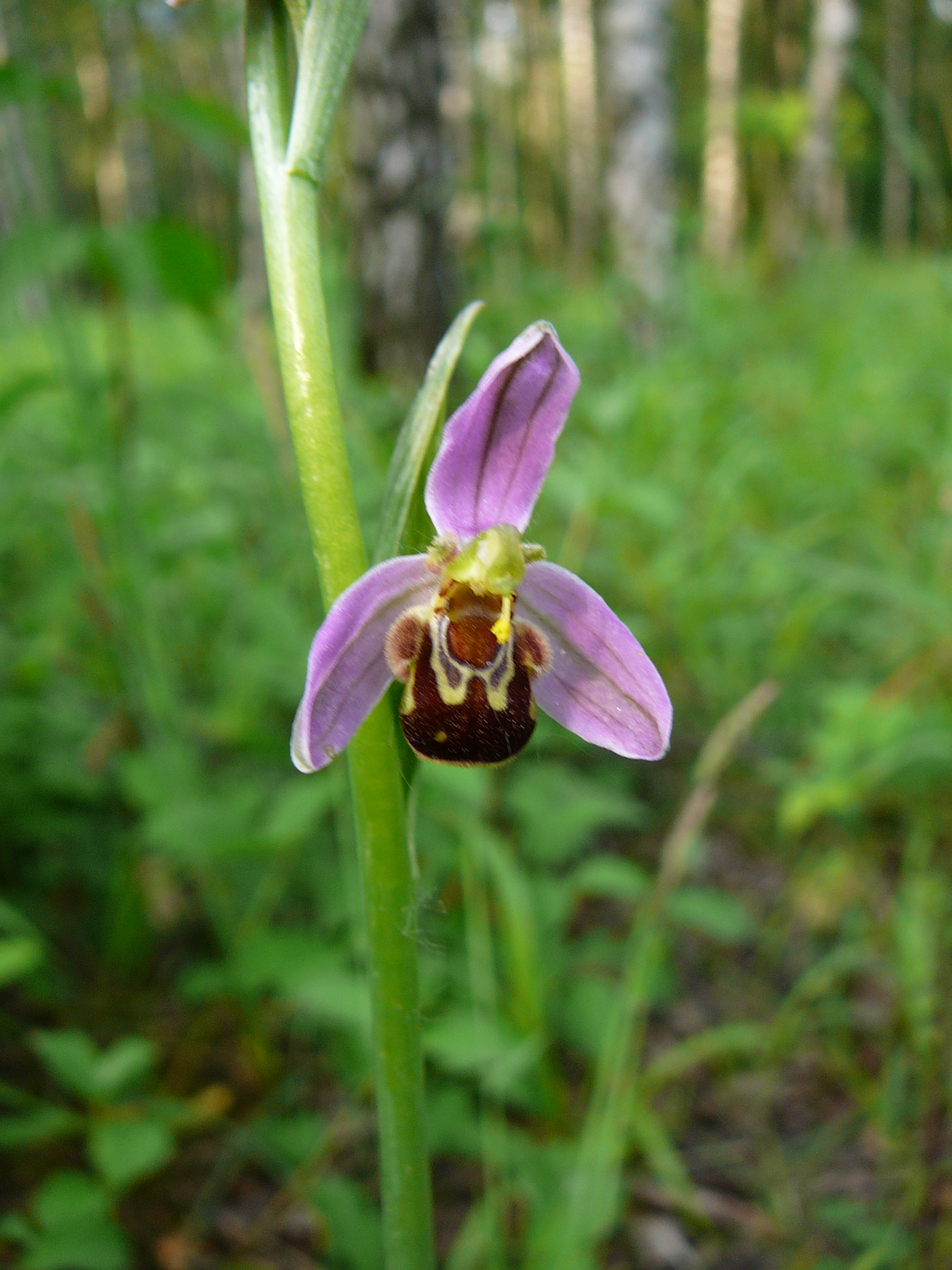
Bienen-Ragwurz (Ophrys apifera)
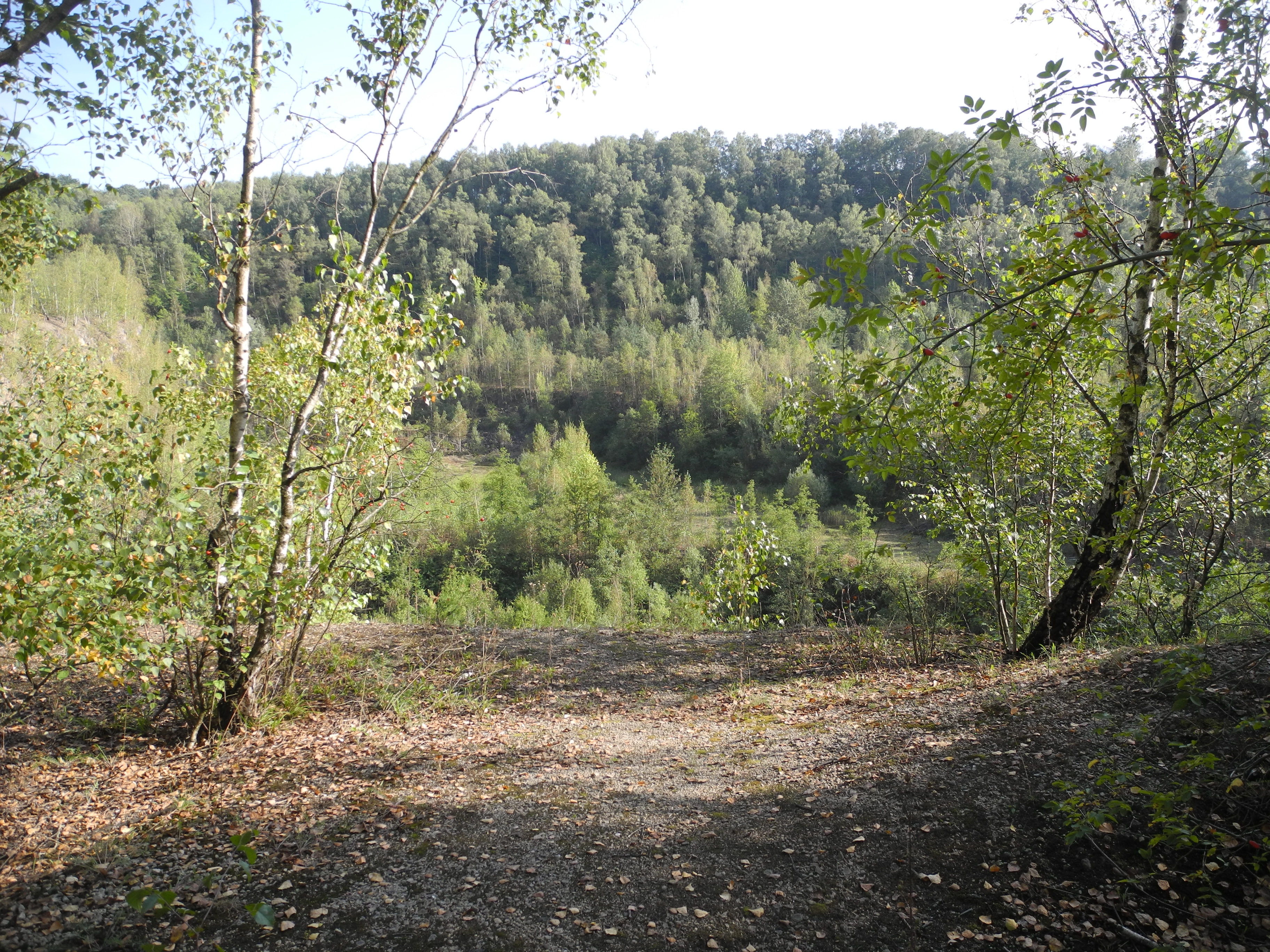
Blick in die Grube 7